# Jan Platte
Jan Platte ist ein deutscher Kommentator, der vor allem über Fußball und Tennis berichtet.

## Karriere
Platte verließ die Schule mit dem Abitur. Danach sammelte er in der Sportredaktion von Sat.1 erste Erfahrungen als Journalist. Er schloss ein Studium an der Deutschen Sporthochschule in Köln erfolgreich ab.
Heute arbeitet er als freier Redakteur bei Sport1. Bei dem Sender gehört er zum festen Kommentatorenteam. Platte kommentiert nationale und internationale Fußballspiele und hat sich auf den Tennissport als Kommentator spezialisiert. Auch für LIGA total! war er als Kommentator im Einsatz. Platte kommentiert seit  August 2016 für den Online-Streamingdienst DAZN regelmäßig Fußballspiele. Seit 2018 ist er erstmals Kommentator bei der Sat.1-Spielshow Catch!.
Am 19. August 2024 wurde bekannt, dass Platte zusammen mit Florian Schmidt-Sommerfeld ab EA Sports FC 25 das neue Kommentatoren-Duo bilden wird und beide die virtuellen Spiele in Zukunft kommentieren werden. Sie werden die Nachfolge von Wolff-Christoph Fuss und Frank Buschmann antreten, die nach 8 Jahren abgelöst werden und die Reihe seit FIFA 16 bzw. im Fall von Buschmann seit FIFA 11 begleiteten.

## Leben
Jan Platte ist mit der Yoga-Lehrerin Julia Platte verheiratet. Sie haben zwei Söhne.